# مخطط كاجي

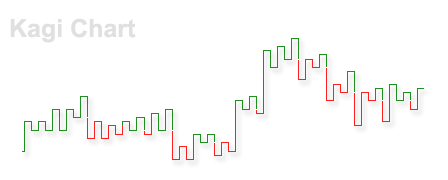
مثال على مخطط كاجي

مخطط كاجي (اليابانية: かぎ足) هو مخطط يُستخدم لتتبع تحركات الأسعار واتخاذ قرارات شراء الأسهم . وهو يختلف عن مخططات الأسهم التقليدية مثل مخطط الشموع اليابانية بكونه مستقلاً إلى حد كبير عن الوقت. تساعد هذه الميزة في إنتاج مخطط يقلل الضوضاء العشوائية.
بفضل فعاليته في عرض مسار واضح لحركة الأسعار، يُعدّ مخطط كاجي أحد المخططات المتنوعة التي يستخدمها المستثمرون لاتخاذ قرارات أفضل بشأن الأسهم. ومن أهم فوائد هذا المخطط أنه مستقل عن الزمن، ولا يتغير الاتجاه إلا عند الوصول إلى قيمة محددة. ويُفضّل استخدام إشارات مخطط كاجي بالتزامن مع أشكال تحليل أخرى.
تم تطوير مخطط كاجي في الأصل في اليابان خلال سبعينيات القرن التاسع عشر عندما بدأ تداول سوق الأسهم اليابانية. استخدم لتتبع حركة أسعار الأرز ووجد استخدامه في تحديد المستويات العامة للعرض والطلب على أصول معينة.

## بناء
تبدو مخططات كاجي مشابهة لمخططات التأرجح ولا تحتوي على محور زمني. يتم إنشاء مخطط كاجي باستخدام سلسلة من الخطوط الرأسية المتصلة بخطوط أفقية قصيرة. يعتمد سمك واتجاه الخطوط على سعر السهم أو الأصل الأساسي، على النحو التالي:
- يتغير سُمك/لون الخط عند وصول السعر إلى أعلى أو أدنى مستوى للخط العمودي السابق.
- يتغير اتجاه الخط عند وصول السعر إلى نسبة انعكاس مُحددة مُسبقًا، والتي عادةً ما تكون 4%. عند حدوث تغيير في الاتجاه، يُرسم خط أفقي قصير بين خطي الاتجاه المعاكس.

تُستخدم التغيرات في سُمك الخط لتوليد إشارات التداول. تُولَّد إشارات الشراء عندما يتحول خط كاجي من رفيع إلى سميك، وتُولَّد إشارات البيع عندما يتحول من سميك إلى رقيق.
وبدلاً من ذلك، يمكن استبدال الخطوط الرفيعة والسميكة بخطوط بألوان مختلفة.
الخوارزمية الأساسية المستخدمة هي:
1. حدد نقطة البداية. تُعتبر نقطة البداية عادةً سعر الإغلاق الأول. من هذه النقطة فصاعدًا، قارن سعر إغلاق كل يوم بسعر البداية.
2. ارسم خطًا رأسيًا رفيعًا من سعر البداية إلى سعر إغلاق كل يوم، مع مراعاة عدم انعكاس الاتجاه.
3. إذا تحرك سعر إغلاق اليوم في الاتجاه المعاكس للاتجاه بأكثر من مقدار الانعكاس، ارسم خطًا أفقيًا قصيرًا وخطًا رأسيًا جديدًا، بدءًا من الخط الأفقي إلى سعر الإغلاق الجديد.
4. إذا كان سعر اليوم أكبر من أو يساوي أعلى سعر سابق، فانتقل إلى خط سميك واستمر على نفس الخط الرأسي. إذا كان سعر ذلك اليوم أقل من أو يساوي أدنى سعر سابق، فانتقل إلى خط رفيع.

## قراءة إضافية
- نيسون، ستيف، ما وراء الشموع اليابانية: الكشف عن تقنيات جديدة للرسم البياني الياباني(ردمك 978-0471007203)